# Пафиопедилум беглый
Пафиопедилум беглый или Пафиопедилюм беглый (лат. Paphiopedilum exul) — многолетнее наземное трявянистое растение семейства Орхидные.

## Синонимы
По данным Королевских ботанических садов в Кью:
- Cordula exul (Ridl.) Rolfe 1912
- Cypripedium exul (Ridl.) Rolfe 1892
- Cypripedium insigne var. exul Ridley 1891 basionym
- Paphiopedilum exul f. aureum (auct.) O.Gruss & Roellke 2002
- Paphiopedilum exul var. aureum auct. 1896

## Этимология
Вид не имеет устоявшегося русского названия, в русскоязычных источниках обычно используется научное название Paphiopedilum exul.
Видовое название exul происходит от латинского слова exsilium имеющего следующие значения: удаление из отечества, изгнание, ссылка, место заточения или ссылки. Название основано на том, что вид описан на растениях найденных на безлюдных скалистых островах.
Тайское название — Rongthao Nari Lueang Krabi

## Природныевариации
По данным Королевских ботанических садов в Кью, в настоящий момент общепризнанных природных разновидностей не зарегистрировано.

## Биологическое описание
Побег симподиального типа. 

Стебель практически полностью скрыт основаниями 4—5 листьев. 

Ризома короткая. 

Листья широколинейные, 15—35 см длиной, 1,5—3 см шириной, ярко-желто-зеленые, внизу килевидные. 

Цветонос одиночный, одноцветковый, 13—18 см в длину, зелёный, на последних стадиях развития с переходом в фиолетовый.

Цветки 7,5 см в диаметре.

## Ареал, экологические особенности

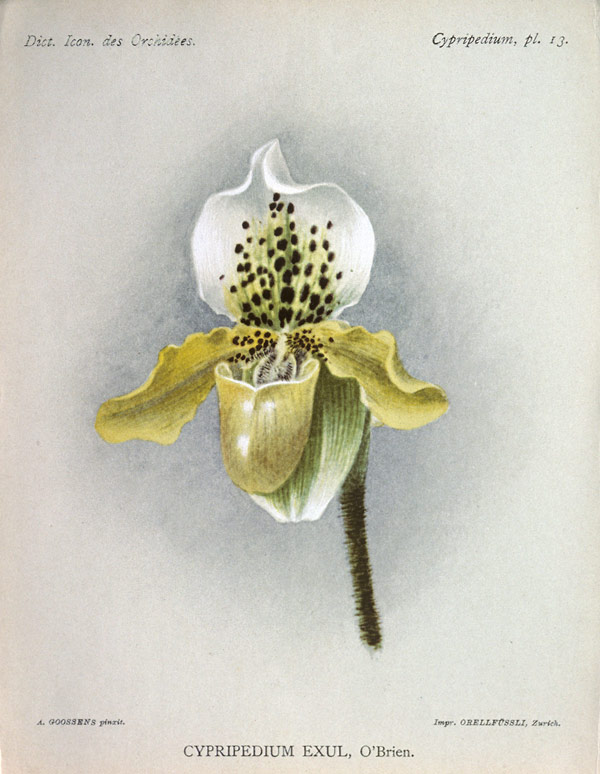
Paphiopedilum exul
Ботаническая иллюстрация из книги Dictionnaire Iconographique des Orchidees 1896 г.

Таиланд. Краби и прибрежные острова и вдоль морского побережья. 
Хорошо освещенные скалы на высотах от 0 до 100 метров над уровнем моря. 

С декабря по март — сухой сезон.
Цветёт в январе — апреле.

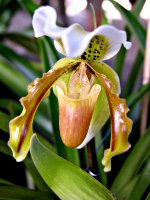

Относится к числу охраняемых видов (I приложение CITES).

## В культуре
Температурная группа — теплая. Для нормального цветения обязателен перепад температур день/ночь в 5—8°С. 
 Свет — яркий рассеянный 20000—40000 люкс, при продолжительности светового дня в 12 часов. Желательно прямое солнце в утренние и вечерние часы. В условиях недостатка освещения не цветёт.
Относительная влажность воздуха 60—80 %.
Посадка в пластиковые и керамические горшки с несколькими дренажными отверстиями на дне, обеспечивающими равномерную просушку субстрата. 

Основные компоненты субстрата: см. статью Paphiopedilum.
Некоторые коллекционеры считают Paph. exul кальцефилом и рекомендуют добавлять в субстрат фрагменты доломитовых горных пород или иные кальций-содержащие добавки.
PH почвенной смеси должен быть: от 6.6 (нейтральной) до 7,8 (слегка щелочной).
Частота полива должна быть подобрана таким образом, чтобы субстрат внутри горшка успевал почти полностью просохнуть, но не успел высохнуть полностью. 

Молодые растения пересаживают ежегодно, взрослые экземпляры раз в 2—3 года. После пересадки растения не поливают несколько дней, ожидая пока не подсохнут поврежденные участки корней.
 В зимний период рекомендуется уменьшить полив.

Используется в гибридизации.

## Некоторые известные первичныегибриды(грексы)
| - Abbeville — exul х glanduliferum - Aprichart — exul х niveum - Bullii — exul х chamberlainianum - Belle Luxe — exul х bellatulum - Daphne — exul х charlesworthii - Doctor Conway — exul х callosum - Exultum — exul х venustum - Exul-Concolor — exul х concolor - Irene — exul х boxallii - M.S. Valliathan — exul х druryi - Robinsonii — exul х insigne - Mount Ka’ala — exul х spicerianum - Mastersio-Exul — exul х mastersianum | - Vill-exul — exul х villosum - Phryne — exul х argus - Yolande — exul х barbatum - Manalapan — exul х ciliolare - Julia — exul х lawrenceanum - Leslie — exul х sukhakulii - Minerva — exul х superbiens - Margery — exul х tonsum - Merry Mary — exul х urbanianum - Sun Pebbles — exul х glaucophyllum - Krista — exul х primulinum - Sugiantoro — exul х victoria-reginae |